# Skogsvargspindel
Skogsvargspindel (Alopecosa aculeata) är en spindelart som först beskrevs av Carl Alexander Clerck 1757.  Skogsvargspindel ingår i släktet Alopecosa och familjen vargspindlar. Arten är reproducerande i Sverige. Inga underarter finns listade i Catalogue of Life.